# Pol Lozano
Pol Lozano (Sant Quirze del Vallès, 6 oktober 1999) is een Spaans voetballer die bij voorkeur als middenvelder gepositioneerd staat. Sinds 2019 speelt hij voor de Spaanse club Espanyol.